# Георг Міхалек
Георг Міхалек (нім. Georg Michalek; 17 червня 1913, Відень, Австро-Угорщина — 2 вересня 1992, Сан-Паулу, Бразилія) — німецький льотчик-ас, майор люфтваффе. Кавалер Лицарського хреста Залізного хреста.

## Біографія
Влітку 1941 року оберлейтенант Міхалек служив в штабі 3-ї групи 3-ї винищувальної ескадри і літав веденим командира групи гауптмана Вальтера Езау. Восени він очолив 4-ту ескадрилью своєї ескадри. З лютого 1942 року — командир новоствореної 1-ї групи ескадри. В ході літнього наступу вермахту його рахунок знову став швидко рости. 2 червня Міхалек здобув 40-у перемогу, збивши І-153. 11 червня в двох вильотах збив Іл-2 і Су-2, 22 червня знову в двох вильотах — МіГ-3 і Іл-2, наступного дня — ЛаГГ-3, а 28 червня знову в двох вильотах — Як-4 і ЛаГГ-3. Вранці 5 липня, збивши в одному вильоті відразу 3 ЛаГГ-3 і Як-4, він подолав рубіж в 50 перемог. Протягом 7-9 липня збив 3 ЛаГГ-3 і Як-1. Вдень 22 липня в одному вильоті записав на рахунок 2 МіГ-1 і Іл-2, наступного дня — відразу 3 Іл-2, після чого його рахунок досяг 62 перемоги. 31 серпня 1942 року залишив посаду командира групи. З липня 1944 по 16 квітня 1945 року — командир навчальної 108-ї винищувальної ескадри.

## Нагороди
- Нагрудний знак пілота
- Залізний хрест 2-го і 1-го класу
- Лицарський хрест Залізного хреста (4 листопада 1941)
- Почесний Кубок Люфтваффе (18 травня 1942)